# 아트마니르바르 바라트
아트마니르바르 바라트(Atmanirbhar Bharat, 번역: '자립 인도')는 총리 나렌드라 모디와 인도 인민당이 주도하는 그의 행정부가 팬데믹 기간 동안 경제적 자급자족과 국가 발전을 위해 대중화한 구호이다. 이 용어는 인도를 "글로벌 공급망 허브"로 발전시켜 글로벌 경제에서 인도의 역할을 확장하면서 더욱 효율적이고 경쟁적이며 회복력 있는 국가로 만들려는 정부의 비전을 포괄하는 포괄적 개념 역할을 한다.
모디 총리는 이미 2014년에 국가 안보, 빈곤 완화, 디지털 인디아 이니셔티브에 대한 논의에서 영어 용어 "자립"을 언급했지만, 힌디어 구호인 아트마니르바르 바라트 아브히얀(자립 인도 미션)은 2020년 코로나19 범유행에 대한 인도의 경제 부양책 발표 중에 두각을 나타냈다.

## 역사
2022년 연방 내무장관 아미트 샤는 "아트마니르바르 바라트"(발음: ˈaːt̪mənɪrbʱərət̪), "메이크 인 인디아", "Vocal for Local"와 같은 슬로건이 스와데시 운동을 향한 간디의 노력에서 비롯된 것임을 인정했다. 잊혀졌던 독립 이전의 염원들이 이제 부활하고 적응되어 실천되고 있다.

### 국방 부문
인도의 국방 부문은 비상시 식량을 포함한 군수품에 대한 자급자족도 필요했다.
국방부는 2020년에 국방 획득 절차(DAP)를 개정할 예정이다. 새로운 규정에 따라 민간 부문은 인도의 공공 부문 기업과 51%의 지분을 인수하여 합작 투자를 형성할 수 있게 된다. 민간 부문은 생산량의 최대 25%를 제3국으로 수출하는 것이 허용될 것이다. 인도군은 또한 최종 제품을 구매할 것이라고 보증했다. 인도 다목적 헬리콥터는 이 절차를 따르는 첫 번째 주요 프로젝트이다.

### 아트마니르바르 바라트
인도의 코로나19 범유행 기간 동안 인도의 코로나19 봉쇄와 국내 경제 성장 둔화 및 팬데믹의 경제적 영향으로 인해 정부는 자립이라는 적응된 아이디어를 발표했다. 2020년 5월 12일, 모디 총리는 처음으로 힌디어 문구를 공개적으로 사용하며 다음과 같이 말했다. (번역) "오늘날 세계의 상황은 (아트마 니르바르 바라트) '자립 인도'만이 유일한 길임을 가르쳐준다. 우리 경전에는 에샤 판타(EshahPanthah)라고 기록되어 있다. 즉, 자급자족 인도이다." 연설은 힌디어로 진행되었지만, 공보국이 "자립"과 "자급자족"을 모두 언급하여 혼란이 발생했다. 모디 총리의 지도 아래 인도 정부는 "아트마니르바르 아브히얀"(번역: 자립 인도 미션)이라는 경제 패키지를 발표했다. 이는 엇갈린 반응을 받았다.
디 이코노믹 타임즈에 기고하는 스와미나탄 아이아르에 따르면, "아트마니르바르"는 자립과 자급자족으로 모두 번역될 수 있다. 1960년대와 1970년대에 인도의 자급자족 노력은 성공적이지 못했고, 같은 일을 다시 하는 것은 바람직하지 않다. 사다난다 둠은 이 문구와 관련된 용어와 언어, 그리고 그것이 자유화 이전 시대의 정책을 부활시키려는 것인지에 대해 회의적이었다. "아트마니르바르타" 또는 자립은 2020년 옥스포드 힌디어 올해의 단어였다.
이러한 자립 또는 "아트마니르바르타"를 위한 적응된 계획은 과거 수십 년 동안 독립 이전의 스와데시 운동이나 독립 후의 해외 원조처럼 단절하려는 바람이 있었던 것과는 달리, 글로벌 경제와 연계하고 도전할 준비를 포함한다. 그러나 스와데시는 "지역을 위한 목소리"와 같은 슬로건으로 적응되었으며, 동시에 글로벌 상호 연결성이 촉진되고 있다. 정부는 이를 조화시키려 노력하고 있으며, 이코노미스트 인텔리전스 유닛에 따르면 "모디의 정책은 국내 시장의 수입 접근을 줄이는 것을 목표로 하지만, 동시에 경제를 개방하고 나머지 세계로 수출하는 것을 목표로 한다."
코로나바이러스 팬데믹과 함께 아트마니르바르 바라트 아브히얀은 인도-중국 국경 관계와 일부 부문에서 중국에 대한 인도의 경제적 의존도와 관련하여 볼 수 있다. 인도의 중국 제품 불매운동 및 아트마니르바르 바라트 촉진에 대한 요구가 있었다. 반면 인도는 연간 중국으로부터 ₹6.4조(US$750억) 상당의 상품을 수입하고 있으며, 경제의 특정 부문이 중국에 의존하고 있어 단기적으로 실질적인 문제에 직면해 있다. 2020년 6월 15일 갈완 계곡 충돌로 여러 명이 사망한 후, 국민 의용단의 계열사인 스와데시 자가란 만치(Swadeshi Jagaran Manch)는 정부가 인도를 자립 국가로 만들고자 한다면 중국 기업에게 델리-메루트 지역 고속철도 시스템과 같은 프로젝트 계약을 주어서는 안 된다고 말했다. 중국 기업은 프로젝트 중 5.6 km (3.5 mi) 구간에 대한 계약을 따냈다.
아트마니르바르 바라트는 나렌드라 모디 총리 재임 기간 동안, 특히 수사적 측면과 연설에서 광범위하게 홍보되었지만, 정부 정책에서는 항상 명확하게 나타나지는 않는다. 아트마니르바르 바라트가 경제적 영향력이 없는 정치적 메시지라는 우려가 있었다. 인도의 무역 적자는 수입 의존도를 줄이는 것을 제한하여 보호주의와 고립주의를 제약한다. 그러나 이 시기 동안 관세 인상과 같은 보호주의적 경향이 나타났다. 모디 정부의 일반적인 경향은 글로벌 산업보다는 국내 산업을 지원하는 것이었다. 글로벌 기업 리더들을 인도로 유치하기 위한 인센티브로 보조금이 사용되고 있다. 이 이니셔티브는 정실 자본주의와 메시지에 부합하는 중소기업에 허위 희망을 주었다는 비난을 받았다. 2021년 12월 7일, 마디아프라데시 주지사는 인도가 자립하려면 주들도 자립해야 한다고 말했다.

## NDA 정부의 활용
모디 총리는 2014년 6월 국방 제조 분야의 자립을 위한 "자립"이라는 문구를 사용했다. 그는 수년 동안 이를 거듭 강조했는데, 2018년에는 인도가 자국의 무기를 만들어야 할 필요성에 대해 이야기했다. 2014년 8월에는 자립을 디지털 인디아와 연결시켰고, 2014년 9월에는 빈곤층을 자립시키는 것에 대해 이야기했으며, 2022년 3월에는 기술과 관련하여 언급했다.
모디 총리와 재무·법무부 장관을 포함한 아트마니르바르 바라트 지지자들은 이 자립 정책이 보호주의적, 배타적, 고립주의적이지 않다고 말했다. 인도에게 자립은 세계 경제에서 더 크고 중요한 부분이 되는 것을 의미한다. 이 개념은 효율적이고 탄력적이며, 공정성과 경쟁력을 장려하는 정책을 요구한다. 이는 자립적이고 자생적이며, "우리 자신뿐만 아니라 더 큰 인류를 위한 부와 가치"를 창출하는 것을 의미한다. 2021년 3월, 니르말라 시타라만 재무장관은 아트마니르바르 바라트 캠페인이 사회주의나 수입 대체를 되돌리려는 것이 아니라 제조업을 활성화하려는 의도라고 말했다. 아트마니르바르 바라트의 다섯 가지 기둥은 경제, 인프라, 기술 주도 시스템, 활기찬 인구 통계, 그리고 수요이다.

### 코로나19 팬데믹 이니셔티브

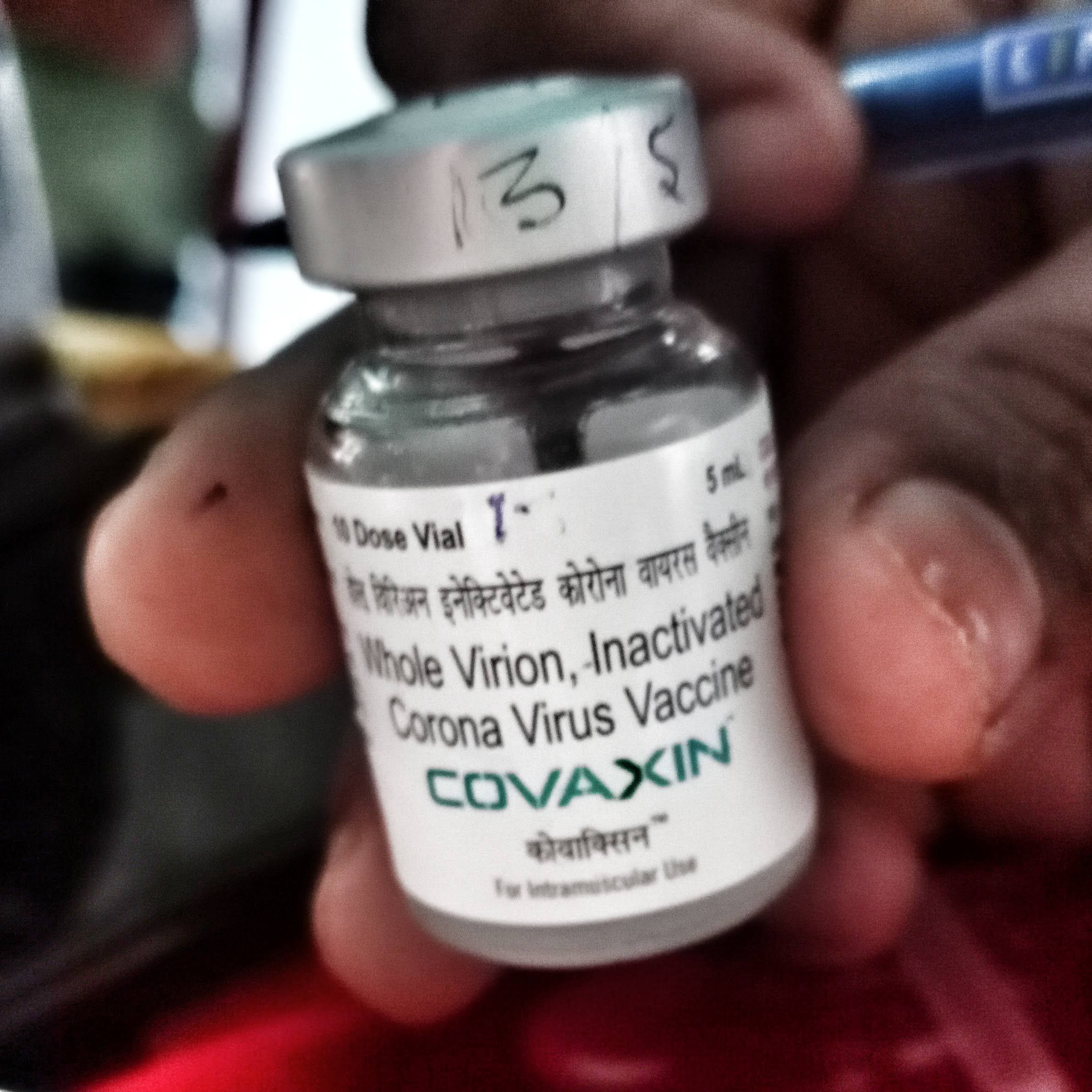
코백신 5ml 바이알은 아트마니르바르 바라트의 상징으로 전달되었다.

인도에서 코로나19 예방접종의 연구, 개발 및 제조는 대통령, 부통령, 총리, 그리고 다른 연방 장관들의 별도 성명에서 아트마니르바르타와 연결되었다. 모디 총리는 "인도에서 만든 백신은 아트마니르바르 바라트의 상징"이라고 말했다.
2020년 5월 12일, 10월 12일, 11월 12일에 정부는 코로나19 위기에 대응하여 총 ₹29.87조 (3700억 달러) 상당의 세 가지 아트마니르바르 바라트 패키지를 발표했다. 두 번째와 세 번째 경제 부양책은 각각 아트마니르바르 바라트 아브히얀 2.0과 3.0으로 명명되었다. 아트마니르바르 바라트 패키지의 일환으로 정부는 중소기업 (MSME)의 정의를 변경하고, 여러 부문에서 민간 참여의 범위를 확대하고, 국방 부문에 대한 해외 직접 투자(FDI)를 늘리기로 결정했다. 그리고 이러한 변화는 태양 에너지 제조와 같은 많은 부문에서 지지를 얻었다.
2020년 3월 이전까지 제한적이었던 인도의 개인 보호 장비 (PPE) 부문이 2020년 7월 초까지 하루 450,000개 생산으로 성장한 것은 자립 인도의 사례로 간주된다. 인도의 PPE 산업은 3개월 만에 ₹10000만 (1.30억 달러) 규모의 산업으로 성장했으며, 중국에 이어 세계에서 두 번째로 큰 규모이다.
2020년 7월, 소비자 업무, 식품 및 공공 배급부는 식품 배급을 아트마니르바르 바라트의 범위 내에 두는 성명을 발표했다. 2020년 8월, 팬데믹 기간 중 이주 노동자 위기 이후, 같은 부처는 이주민 복지를 이 개념의 범위 내에 두는 성명을 발표했다.

### 기타 이니셔티브
교육과 연구의 중요성이 자립을 위해 인정받았다. 비슈바 바라티 대학교 학생들을 대상으로 한 연설에서 인도의 새로운 국가 교육 정책이 아트마니르바르 바라트 창설과 연결되어 있다고 언급되었고, 모디 총리는 학생들에게 대학 주변 마을을 자립적으로 만들 것을 촉구했다. 인도 교육부 장관 또한 교육과 아트마니르바르 바라트 간의 연관성을 강조했다. 교육자이자 대학 행정가인 C. 라지 쿠마르는 '아트마니르바르 대학'의 비전이 존 헨리 뉴먼의 저서 "대학의 이상"의 비전과 훔볼트 고등교육 모델을 결합한 것이라고 말했다. AICTE와 같은 최고 공교육 기관들은 아트마니르바르 바라트를 홍보하기 위한 노력의 일환으로 대학들에게 가능하면 인도 서적을 사용할 것을 요청했다. 내무부 장관은 새로운 정책이 인도의 언어인 스바바샤(svabhasha)에도 적절한 중요성을 부여한다고 인정했다.
2017년 연설에서 모디 총리는 그의 정부가 두뇌 유출을 활용하려고 노력하고 있으며, 인도의 디아스포라를 참여시키는 것을 목표로 한다고 말했다. 이를 위해 우주 분야에서는 IN–SPACe와 같은 새로운 조직들이 인도의 우주 인재를 활용하는 것을 목표로 할 것이다. 제약 부문의 활성 의약품 성분에 대한 의존성은 해결되고 있다. 수입되던 53가지 원료 중 35가지가 2022년 3월까지 인도에서 생산되고 있다.

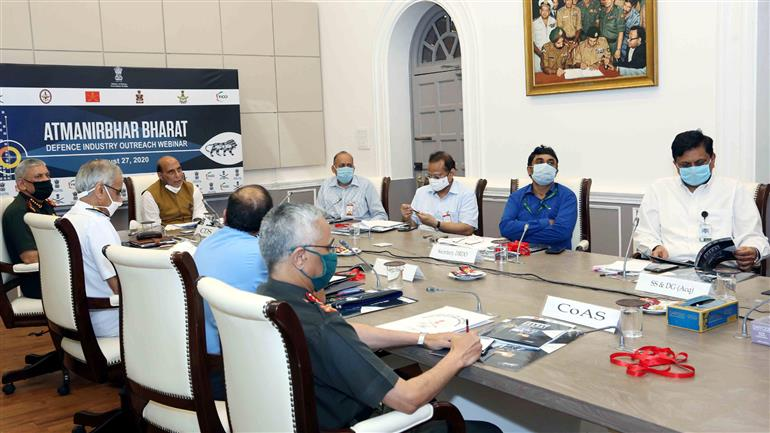
라즈나트 싱 국방부 장관은 2020년 8월 아트마니르바르 바라트 국방 산업 아웃리치 웹 세미나에서 연설했다. 정부와 민간 국방 리더들이 참석했다.

2020년 8월, 라즈나트 싱 국방부 장관은 국방부가 5년에 걸쳐 단계적으로 101개 군수품에 대한 수입 금지를 부과함으로써 "아트마니르바르 바라트 이니셔티브에 대한 큰 추진을 할 준비가 되었다"고 발표했다. 다음 달에는 더 많은 긍정적인 국내화 목록과 부정적인 수입 목록이 발표되었다. 새로운 법안은 인도의 자립 증진을 위한 이니셔티브로 묘사되었다. 조달의 새로운 범주인 인도 국내 설계, 개발 및 제조(Indian-IDDM)가 신설되었다. 병기창 위원회의 개혁과 새로운 국방 공공 부문 기업(PSU)에 대규모 주문을 주는 것은 군사 자립을 향한 움직임이었다. Indian-IDDM으로 제조된 장비는 군에 인도되었다. 2022 회계연도에 국방부는 자본 예산의 65%를 국내 조달에 사용하기로 결정했다. 자립 증진은 군함과 잠수함 건설에서도 나타나고 있다.
이 문구는 또한 2021년과 2022년 연방 예산과도 연결되었다. 2023년까지 비료 생산에서 자립을 달성하기 위한 목표가 발표되었다. 자립의 구현 및 홍보를 위한 정부 지원 행사와 '지역을 위한 목소리'와 같은 관련 슬로건은 2021년 2월에 디지털로 출시된 인도의 첫 번째 전국 장난감 박람회와 관련 브레인스토밍 행사인 토이카톤의 형태로 구체화되었다. 2020년 7월, 정부는 앱 제작을 장려하기 위해 아트마니르바르 바라트 앱 혁신 챌린지를 시작했다. 6,940개의 출품작이 접수되었고, 그 중 매핑 앱, 팩트 체크 앱, 크리켓 게임을 포함한 24개의 앱이 수상작으로 선정되었다. 이 챌린지의 성공은 다음 라운드에서도 계속 이어졌다. 정부 계획 또한 자립 이니셔티브의 구현을 지원한다.

### 슬로건
아트마니르바르 바라트 아래 시작된 슬로건에는 "지역을 위한 목소리", "세계를 위한 지역", "세계를 위한 생산", "두뇌 유출에서 두뇌 이득으로" 등이 있다.

#### 지역을 위한 목소리
제품은 "인도에서 만들어져야" 하며, 경쟁력을 갖추도록 홍보해야 한다. 2020년 독립기념일 연설에서 모디 총리는 "자유 인도의 사고방식은 '지역을 위한 목소리'여야 한다. 우리가 지역 제품을 높이 평가하지 않으면 우리 제품은 더 나아질 기회를 얻지 못하고 장려되지 않을 것"이라고 말했다. 아물 상무이사 RS 소디는 지역을 위한 목소리라는 문구가 "제품이 글로벌 브랜드와 경쟁력을 갖추도록 해야 한다"는 의미이며 "로고에 '메이드 인 인도'가 새겨진 제품만 사야 한다는 뜻은 아니다"라고 말했다. 이 슬로건의 확장판은 '세계를 위한 지역'으로, 지역에서 만들어진 인도 제품이 세계적인 매력과 도달 범위를 가져야 한다는 의미이다. 이 슬로건은 장난감 제조와 같은 분야로 확장되어 "지역 장난감을 위한 목소리를 낼 시간"이 되었다.

#### 세계를 위한 생산
모디 총리는 2020년 독립 기념일 연설에서 "세계를 위한 생산"은 '메이드 인 인도'와 함께 가야 하며, "세계를 위한 생산"이라는 슬로건이 '메이드 인 인도'처럼 핵심 슬로건이 되어야 한다고 말했다. 이 슬로건의 변형은 "세계를 위한 인도 생산"이다. NITI 아요그의 초대 부의장이었던 아르빈드 파나가리야는 고빈드라지 에티라지와의 인터뷰에서 이 슬로건의 이행이 외관과 정책 변화의 문제라고 말했다.

## 국내 평가
2020년 6월, 인도의 니르말라 시타라만 재무장관은 인도 경제의 "필수적이지 않은" 중국 수입품에 대한 과도한 의존도에 대해 언급한 후 "적어도 중국에서 가네샤 신상을 사지 마라"고 말했다.
아트마니르바르 바라트는 "지역을 위한 목소리"와 같은 새로운 슬로건을 사용하는 메이크 인 인디아 운동의 재포장 버전 또는 부활로 불려왔다. 야당 의원들은 인도가 독립 이후 인도 철강공사 (SAIL)의 철강 생산, IIT의 국내 엔지니어, 전인도 의료 과학 연구소 (AIIMS)의 의학, 국방연구개발기구의 국방 연구, 힌두스탄 항공 (HAL)의 항공, 인도 우주 연구 기구 (ISRO)의 우주 연구, 센트럴 콜필즈 (CCL), NTPC 및 GAIL의 에너지 분야에서 자립을 위해 정책을 시행하고 기업을 설립해왔다고 말하며 광고 전술을 비판했다. 일부는 이를 "스스로 해결하라" 캠페인으로 바꾸어 표현했으며, "경제적 민족주의"라고 부르기도 했다. 이 문구가 너무 광범위하게 사용되어 "인도의 성장과 발전을 위한 포괄적인 국가 정책"이 되었다고 지적되었다. 아트마니르바르 바라트 의제에서 미완성된 개혁은 정부 개혁부터 도시 개혁, 공무원 개혁까지 다양하다.
아르빈드 파나가리야는 인도의 과거 맥락에서 자유 무역에 반대되는 자급자족 및 보호주의 정책을 비판했다.

## 국제적 반응
2021년 중반까지 수많은 글로벌 정책 전문가들과 인도 디아스포라는 아트마니르바르 바라트가 유망한 이니셔티브임을 인정하면서도 우려를 표명했다. 2021년 6월, 전 주 벨리즈 미국 대사 비나이 툼마라팔리는 인도의 제조업 제품 수출이 여전히 낮으며, 이 프로그램을 통해 경쟁력 있고 가치 있는 제품이 수출 주도 성장을 이끌 것이라고 말했다. 미국 사업가 니샤 데사이 비스왈은 아트마니르바르 바라트 정의의 불분명함이 "정지"를 초래했으며 이 프로그램이 역효과를 낼 수도 있다고 말했다. 덴마크의 주 인도 대사 프레디 스베인과 노르웨이 국회의원 히만슈 굴라티는 모두 덴마크와 노르웨이가 에너지 효율 기술 분야에서 인도의 자립 미션을 도울 수 있다고 말했다.
2021년 6월, 영국 인도 비즈니스 협의회는 대부분의 기업이 아트마니르바르 바라트를 인도에서 사업을 늘릴 기회로 생각한다는 설문조사 결과를 발표했다. 2021년 1월, 주 인도 미국 대사 케네스 저스터는 아트마니르바르 바라트와 세계 경제에서 더 큰 역할을 하려는 열망이 양립할 수 없을 수도 있다고 말했다. 2022년 4월, 미국 무역대표부는 인도에 대한 대외 무역 장벽 보고서에서 다음과 같이 썼다. "미국 수출업자들은 인도 상품 및 서비스 수입을 방해하는 상당한 관세 및 비관세 장벽에 계속 직면하고 있다. 인도 정부는 지속적인 경제 개혁 노력을 추구했지만, 국내 산업을 육성하고 외국 공급업체 및 수입품에 대한 의존도를 줄임으로써 인도의 자급자족을 늘리려는 '메이크 인 인디아'(2014) 및 '자립 인도'(아트마니르바르 바라트 – 2020년 5월)와 같은 프로그램을 계속해서 추진하고 있다."
2020년 7월, 록히드 마틴 인도의 최고 경영자는 회사가 "나렌드라 모디 총리의 자립 비전을 지원하기 위해 노력하고 있다"고 말했다.

## 같이 보기
- 스와데시 운동
- 메이크 인 인디아
- 폐쇄경제
- 두뇌 유출
- 수입 대체 산업화
- 전략적 자율
- 비동맹 및 인도